# Ponte di Calzola
Il Ponte di Calzola (in francese Pont de Calzola) è un ponte stradale che si trova ad Pila-Canale nella frazione di Calzola in Corsica del Sud sul torrente Taravo.

## Caratteristiche
Il ponte di Calzola è un ponte a tre archi costruito nel XVII secolo, nel 2002 è stato dichiarato monumento storico.

## Galleria d'immagini

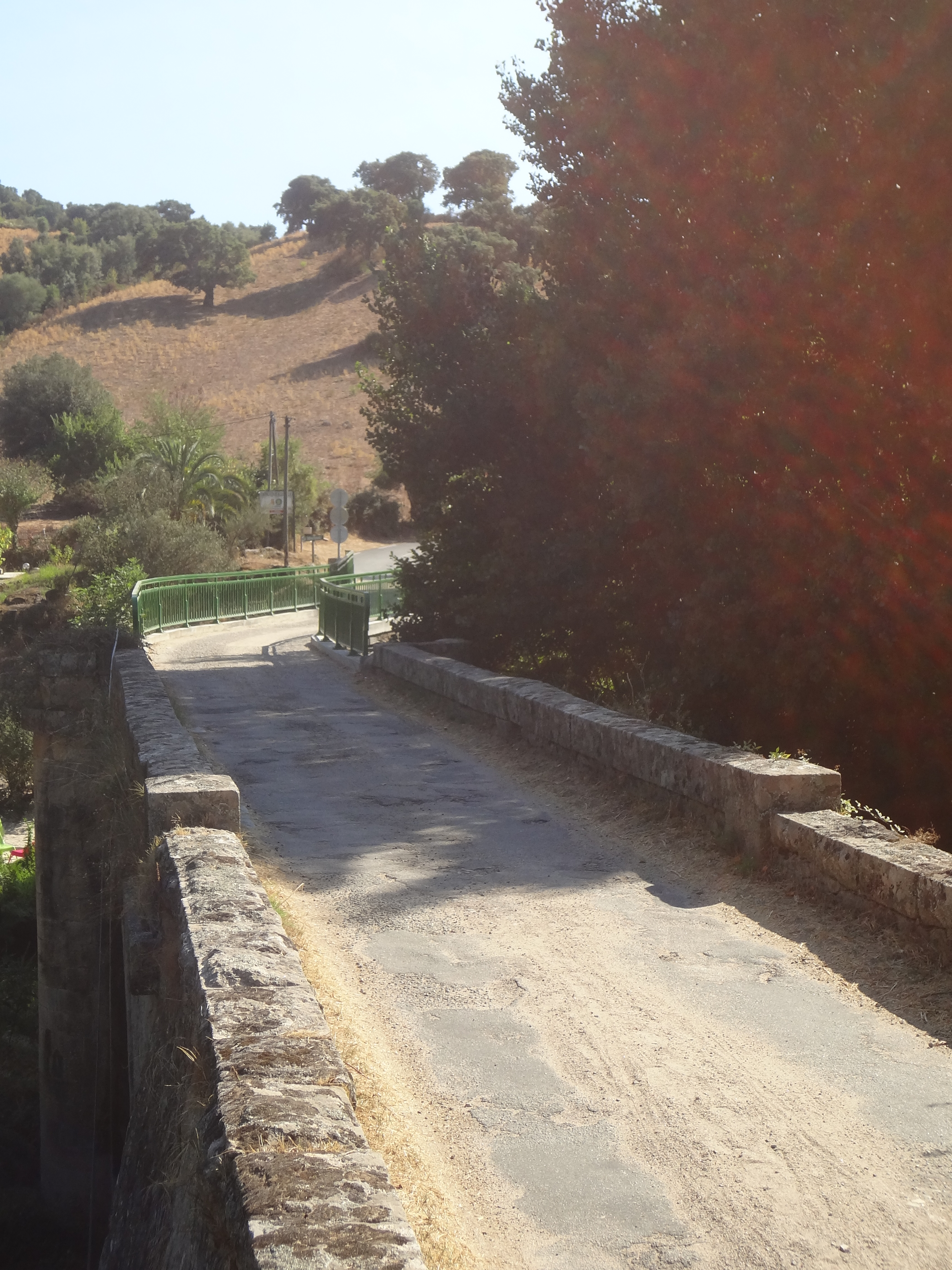
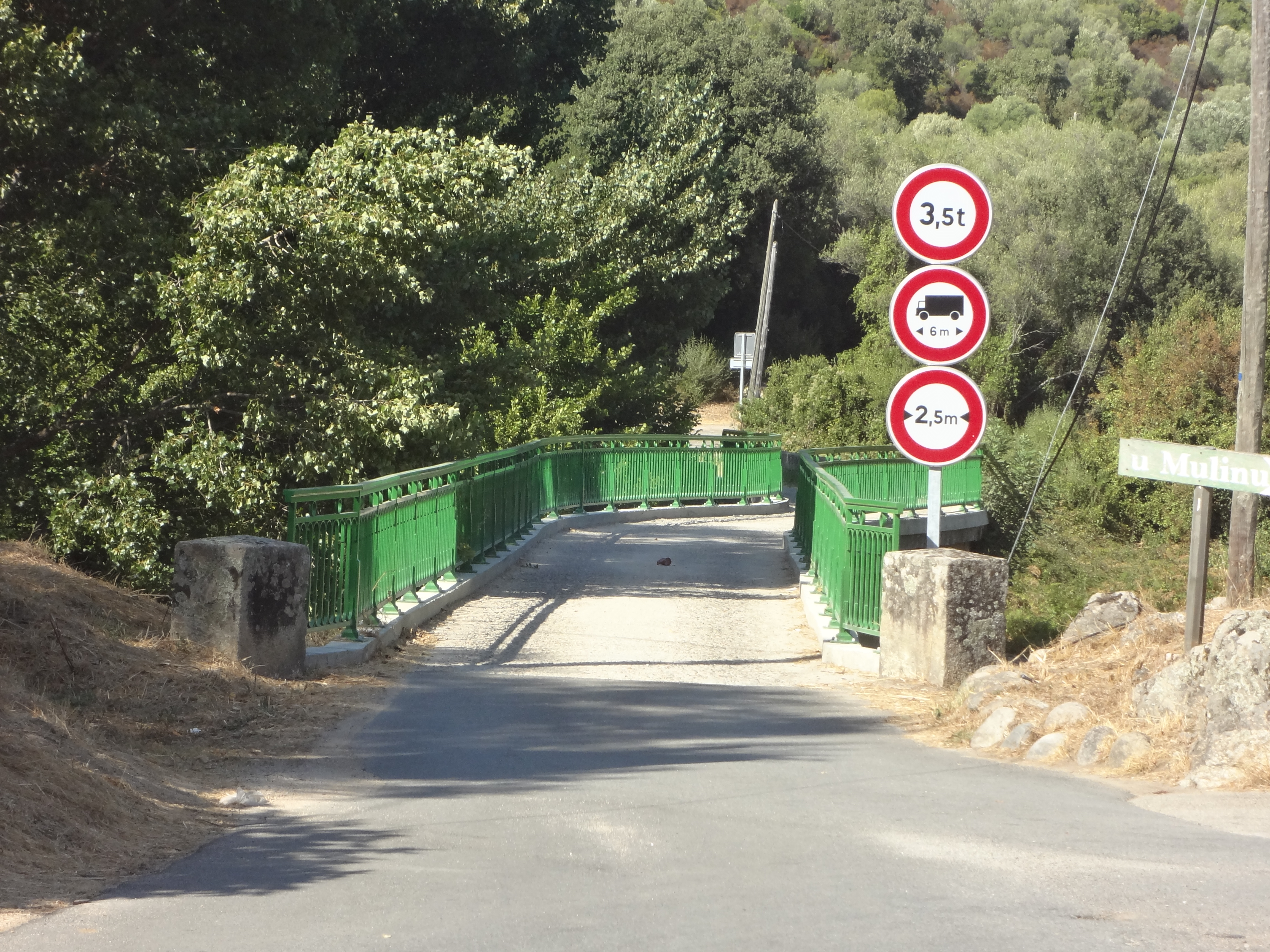